# بخش سان میگوئل (کورینتس)
بخش سان میگوئل (به اسپانیایی: Departamento San Miguel) یک منطقهٔ مسکونی در آرژانتین است که در استان کورینتس واقع شده‌است. بخش سان میگوئل ۲٬۸۶۳ کیلومتر مربع مساحت و ۱۰٬۲۵۲ نفر جمعیت دارد.